# Майкъл Конъли
Майкъл Конъли (на английски: Michael Connelly) е американски писател, автор на бестселъри в жанра трилър.

## Биография
Майкъл Конъли е роден на 21 юли 1956 г. във Филаделфия, Пенсилвания, САЩ. Докато следва в Университета на Флорида, той се запалва по романите на Реймънд Чандлър и решава да запише журналистика и допълнително – творческо писане, като един от преподавателите му е романистката Хари Крюз (Harry Crews). След като завършва следването си през 1980 г., той работи като журналист във вестници в Дайтона Бийч и Форт Лодърдейл, като се занимава предимно с криминална репортажи за полицията и престъпността по време на убийствата и насилието залели Южна Флорида по време на т.нар. „кокаинови войни“. През 1986-а, заедно с двама свои колеги, Конъли прекарва няколко месеца в интервюиране на оцелели в самолетна катастрофа. Статия на тази тема, която те публикуват в едно списание, е номинирана за Пулицър. Скоро след това започва работа като криминален репортер във вестник Лос Анджелис Таймс, един от най-големите в Щатите, и в града на литературния герой на Чандлър.
Живее със семейството си във Флорида.

## Творчество и награди
Три години по-късно започва да пише първия си роман, който е публикуван през 1992 г. Главен герой в него е детектива от Лосанджелиското полицейско управление (ЛАПУ) Йеронимус Бош – „Хари“ Бош. С него печели наградата „Edgar“ за най-добър първи криминален роман.
Следва поредица от още три романа – „Трафик“ (1993), „Блондинка в бетона“ (1994) и „Последният койот“ (1995), след което излиза романът „Смъртта е моят занаят“ (1996) с главни герои репортерът Джак Макавой и серийния убиец с прякор „Поета“. През 1997 г. Хари Бош се завръща отново с романа „Ченгета“. През 1998 г. публикува романът „Кръв“ с героя – профайлъра от ФБР Тери Маккейлъб. Историята е вдъхновена от негов приятел получил сърдечна трансплантация и носещ „вината“, знаейки, че някой умира, за да има шанс друг да живее, както и от чувствата, изразени от онези оцелели от самолетната катастрофа, за която той пише по-рано. През 2002 г. романът Кръв е филмиран, като режисьор и участник в главната роля е Клинт Истууд.
Поредицата за Бош продължава през 1999 г. с романа „Хари“, последвана през 2000 г. от „Блудна луна“ – роман за подземния свят на Лас Вегас с герой крадлата Каси Блак. В „Примката на совата“ (2001) Конъли обединява за решаване на случая двамата свой герои – Хари Бош и Тери Маккейлъб. Романът е обявен за един от най-добрите на годината. През 2002 г. издава поредния забележителен роман от сагата за Хари Бош – „Град от кости“, а след това самостоятелния трилър – „Рисковете на професията“.
Следващият роман „Законът на Бош“ (2003) e издаден заедно с диск включващ компилация на джаз-музика, посочена в романите от поредицата, през 2004 г. заедно с романа „Завръщането на поета“ е издадено DVD с описание на местата, които са дали вдъхновение и структура за романите на писателя.
През 2005 г. Конъли отново е с Бош в „Хорът на забравените гласове“ (The Closers), а през същата година издава бестселър №1 – „Адвокатът с Линкълна“ с нов главен герой е Мики Холър. Филмовата му адаптация е през 2011 г. с участието на Матю Макконъхи.
С „Ехо Парк“ (2006) продължава поредицата за Бош, а през 2007 г., на основата на поредица за Бош, публикувана в списание „Ню Йорк Таймс“, с допълнителен материал излиза „Мъртво вълнение“.
Следва поредица от бестселъри №1. „Сребърен куршум“ (2008) противопоставя адвоката Мики Холър с Хари Бош в динамична съдебно-детективски трилър. В „Плашило“ (2009) журналистът Джак Макавой си партнира с агента от ФБР Рейчъл Уолинг. В „Деветте Дракона“ (2009) Хари Бош действа и зад граница, за да спаси дъщеря си.
През 2010 г. в романът „Отменена присъда“ обединява усилията на Мики Холър и Хари Бош за възстановяване на справедливостта. В „Петата поправка“ (2011) продължава новата серия с Мики Холър. Хари Бош отново е герой в следващите „Падане“ (2011) и с негово участие „Черната кутия“ (2012).
През 2002 г. Конъли е един от сценаристите и продуцентите на сериала Level 9 за борбата с престъпленията в кибернетичното пространство.
Майкъл Конъли печели всички големи международни награди в криминалния жанр – Edgar, Anthony, Macavity, Shamus, Dilys, Nero, Barry, Audie, Ridley, Maltese Falcon (Япония), .38 Caliber (Франция), Grand prix de littérature policière (Франция) и Premio Bancarella (Италия). Той е сред най-успешните американски писатели и един от водещите представители на криминалния жанр, а в периода 2003 – 2004 г. е председател на Организацията на американските автори на криминални романи.

## Произведения

### Самостоятелни романи
- Void Moon (1999)
Блудна луна, изд.: ИК „Бард“, София (2000), прев. Крум Бъчваров
- Chasing The Dime (2002)
Рисковете на професията, изд.: ИК „Бард“, София (2003), прев. Юлия Чернева

### Серия „Детектив Хари Бош“ (Harry Bosch)
1. The Black Echo (1992) – награда „Едгар“
Черното Ехо, изд. „Атика“ (1995), изд.: ИК „Бард“, София (2002), прев. Галин Йорданов
2. The Black Ice (1993)
Трафик, изд. „Атика“ (1995), изд.: ИК „Бард“, София (2002), прев. Николай Борисов
3. The Concrete Blonde (1994)
Блондинка в бетона, изд. „Атика“ (1995), изд.: ИК „Бард“, София (2001), прев. Рени Димитрова
4. The Last Coyote (1995) – награда „Дейлис“
Последна мисия, изд. „Атика“ (1996), прев. Благовеста Дончева, Милена Кацарска
Последният койот, изд.: ИК „Бард“, София (2001), прев.
5. Trunk Music (1997)
Ченгета, изд.: ИК „Бард“, София (2006), прев.
6. Angels Flight (1998)
Хари, изд.: ИК „Бард“, София (1999), прев. Крум Бъчваров
7. A Darkness More Than Night (2000)
Примката на совата, изд.: ИК „Бард“, София (2001), прев. Любомир Николов
8. City Of Bones (2001) – награда „Антъни“
Град от кости, изд.: ИК „Бард“, София (2002), прев. Борислав Пенчев
9. Lost Light (2001)
Законът на Бош, изд.: ИК „Бард“, София (2003), прев. Юлия Чернева
10. The Narrows (2004)
Завръщането на поета, изд.: ИК „Бард“, София (2004), прев. Крум Бъчваров
11. The Closers (2005)
Хорът на забравените гласове, изд.: ИК „Бард“, София (2005), прев. Крум Бъчваров
12. Echo Park (2006)
Ехо Парк, изд.: ИК „Бард“, София (2007), прев. Веселин Лаптев
13. The Overlook (2007)
Мъртво вълнение, изд.: ИК „Бард“, София (2008), прев. Крум Бъчваров
14. 9 Dragons (2009)
Деветте Дракона, изд.: ИК „Бард“, София (2010), прев. Крум Бъчваров
15. The Drop (2011)
Падане, изд.: ИК „Бард“, София (2012), прев. Венцислав Божилов
16. Angle of Investigation (2011)
Ъгъл на разследване, изд.: ИК „Бард“, София (2017), прев. Венцислав Божилов
17. The Black Box (2012)
Черната кутия, изд.: ИК „Бард“, София (2013), прев. Крум Бъчваров
18. The Burning Room (2014)
Горящата стая, изд.: ИК „Бард“, София (2015), прев. Венцислав Божилов
19. The Crossing (2015)
Инсценировка, изд.: ИК „Бард“, София (2016), прев. Крум Бъчваров
20. The Wrong Side of Goodbye (2016)
От погрешната страна на раздялата, изд.: ИК „Бард“, София (2017), прев. Венцислав Божилов
21. Two Kinds of Truth (2017)
Два вида истина, изд.: ИК „Бард“, София (2018), прев. Иван Златарски
22. Dark Sacred Night (2018)
Дълга тъмна нощ, изд.: ИК „Бард“, София (2019), прев. Иван Златарски
23. The Night Fire (2019)
Нощният пожар, изд.: ИК „Бард“, София (2019), прев. Венцислав Божилов

#### Разкази
- Blue on Black (2016)
- Suicide Run (2011)
- Angle of Investigation (2011)
- Christmas Even ()

### Серия „Джак Макавой“ (Jack McEvoy)
1. The Poet (1996) – награда „Антъни“ и „Дейлис“
Смъртта е моят занаят, изд.: ИК „Бард“, София (1996), прев. Тодор Стоянов
2. The Scarecrow (2009)
Плашило, изд.: ИК „Бард“, София (2010), прев. Крум Бъчваров
3. Fair Warning (2020)
Мръсната четворка, изд.: ИК „Бард“, София (2020), прев. Елена Кодинова

### Серия „Тери Маккейлъб“ (Terry McCaleb)
1. Blood Work (1998) – награда „Антъни“ и „Макавити“
Кръв, изд.: ИК „Бард“, София (1998), прев. Крум Бъчваров
2. A Darkness More Than Night (2000)
Примката на совата, изд.: ИК „Бард“, София (2001), прев. Любомир Николов

### Серия „Мики Холър“ (Mickey Haller)
1. The Lincoln Lawyer (2005) – награда „Макавити“ и „Шамус“
Адвокакът с линкълна, изд.: „Рийдърс Дайджест“, София (2009), прев. Павел Главусанов
2. The Brass Verdict (2008) – награда „Антъни“
с участието на Хари Бош
Сребърен куршум, изд.: ИК „Бард“, София (2009), прев. Крум Бъчваров
Оловна присъда, изд.: „Рийдърс Дайджест“, София (2009), прев. Боряна Даракчиева
3. The Reversal (2010)
Отменена присъда, изд.: ИК „Бард“, София (2011), прев. Крум Бъчваров
4. The Fifth Witness (2011)
Петата поправка, изд.: ИК „Бард“, София (2011, 2018), прев. Крум Бъчваров
5. The Gods of Guilt (2012)
Боговете на вината, изд.: ИК „Бард“, София (2014), прев. Елена Кодинова
5.5 The Crossing (2015)
Инсценировка, изд.: ИК „Бард“, София (2016), прев. Крум Бъчваров
6. The Law of Innocence (2020)
Законът на невинността, изд.: ИК „Бард“, София (2021), прев. Елена Кодинова
7. Resurrection Walk (2023)
Пътят към възкресението, изд.: ИК „Бард“, София (2023), прев. Радослав Христов

### Серия „Рене Балард и Хари Бош“ (Renee Ballard)
1. The Late Show (2017)
Късното шоу, изд.: ИК „Бард“, София (2018), прев. Владимир Германов
2. Dark Sacred Night (2018) – с участието на Хари Бош
Дълга тъмна нощ, изд.: ИК „Бард“, София (2019), прев. Иван Златарски
3. The Night Fire (2019) – с участието на Хари Бош
Нощният пожар, изд.: ИК „Бард“, София (2019), прев. Венцислав Божилов
4. The Dark Hours (2021)
Полунощ в Ел Ей, изд.: ИК „Бард“, София (2022), прев. Владимир Зарков
5. Desert Star (2022) 
Пустинна звезда, изд.: ИК „Бард“, София (2023), прев. Иван Иванов
6. The Waiting (2025)   Студени досиета, изд.: ИК „Бард“, София (2025)

### Новели
- Two Bagger (2007)
- The Safe Man (2012)
- Red Eye (2014) – с Денис Лихейн

### Публицистика
- Crime Beat – 2006, избрани криминални разследвания от „Сън-Сентинел“ и „ЛА Таймс“

### Кратки разкази
- Two-Bagger
- Cahoots
- After Midnight
- Cielo Azul
- Angle of Investigation

### Екранизации

#### Филми
- Кръв, Blood Work (2002)
- Адвокатът с линкълна, The Lincoln Lawyer (2011)

#### ТВ серииали
- Ниво 9, Level 9 (2000 – 2001)
- Бош, Bosch (2014 – )

## Резюмета на романите

### Черното Ехо
Детективът от лосанжелеската полиция Хари Бош открива нещо странно в един на пръв поглед обикновен случай при смърт от свръхдоза. Жертвата е бившият другар на Хари Бош от войната във Виетнам, Били Медоус. Хари е сигурен, че всъщност става въпрос за убийство и е твърдо решен да открие извършителя. Така пътят му се пресича с ФБР, които разследват Били за банков обир. В трънливия път на измамата и корупцията Хари Бош има спътник – агентката на ФБР Елинор Уиш. Случаят вече е личен. Гонитбата ще е до смърт.

### Трафик
Наричат го „черния лед“. Наркоманите са възхитени от бързото му действие и приличната цена. Този нов наркотик обаче е смъртоносен. Славата му бързо се разнася с броя на труповете по улиците на Лос Анджелис. Не е ясно как „черния лед“ минава границата, но е сигурно, че зад него стои много мощна организация някъде в Мексико, която не пести нито парите, нито кръвта. Детектив Хари Бош получава изрично разпореждане да не се меси в случая. Пред провал е секретна операция на Агенцията за борба с наркотиците...

### Блондинка в бетона
Негова цел са „принцесите“ на порнобизнеса. Те искат слава и пари, но в тъмното ги дебне той... Детективът Хари Бош ликвидира серийния убиец, наречен „Майстора на кукли.“ Но вероятно става дума за фатална грешка. Случаят „Не е приключен“. Вдовицата на убития иска главата на Хари. Според нея мъжът ѝ е поредната жертва на полицейската бруталност. Кой продължава кървавата серия? И защо?

### Последният койот
Напоследък животът на Хари Бош е пълен хаос. Изоставен от приятелката си, той прекалява с пиенето. Последната капка в чашата е отстраняването му от работа, защото е нападнал шефа си. Предстои му обстоен психиатричен преглед, от който зависи дали ще го върнат в управлението. Междувременно му попада случай с тридесетгодишна давност.

### Ченгета
Завърнал се отново на работа след принудително отсъствие, независимят детектив от отдел „Убийства“ в ЛАПУ Хари Бош поема първото си разследване: холивудски продуцент, открит в багажника на ролс-ройс, застрелян с два куршума в главата – случай, който прилича на „реквием от багажника“, мафиотско убийство. Отделът за борба с организираната престъпност проявява странна незаинтересованост и Хари тръгва по следите на парите, които водят до Лас Вегас. Там той се среща със старата си любов и започва да разплита престъпната паяжина. А после неочаквано го отстраняват от случая – и нещата се изплъзват от контрол. Но единствено куршум е в състояние да спре Хари, когато се е впуснал в търсене на истината.

### Хари
В самото сърце на Лос Анджелис, в подножието на стръмен релсов път, е намерен трупът на известен адвокат. Хауард Елайъс е отявлен враг на лосанджелиската полиция, водил е множество дела, обвиняващи нейни служители в прояви на расизъм и бруталност, което го прави известна личност, въпреки че тази слава му спечелва омразата на повечето полицаи в града. Хари Бош е детективът, на когото е възложено разследването по убийството на Елайъс, макар за него колегите му да са главните заподозрени. Той е наясно, че в града тлее напрежение на расова основа, което може да ескалира при погрешен ход от негова страна.

### Примката на совата
Хари Бош е затънал до гуша в случай, приковал вниманието на знаменитостите в Лос Анджелис – известен режисьор е обвинен в убийство на актриса по време на сексуален акт. Бош е едновременно полицаят, който извършва ареста, и основният свидетел в процес, който е вдигнал градуса на холивудските медии... Междувременно бившият агент от ФБР и колега на Бош Тери Маккейлъб е извикан на помощ от полицейското управление в Лос Анджелис. Тери е специалист по особено тежки престъпления. Неговият случай се преплита с разследването на Бош, което поражда тежък конфликт между двама мъже.

### Град от кости
Навръх Нова година дежурният детектив Хари Бош приема обаждане за кост, намерена от куче – кост, за която собственикът на кучето, лекар, е убеден, че е човешка. Бош се заема с разследването на случая, който го отвежда до свидетелство за убийство, извършено преди повече от 20 години. Докато Бош затъва в страшното минало, в живота му се появява стажантката Джулия Брашър, която го връща в настоящето по неповторим начин. Бош е наясно до какво води една интимна служебна връзка, но страстта между двамата е непреодолима. Междувременно разследването става абсолютно неконтролируемо. Един от заподозрените изчезва, застрелян е полицай – и случаят влудява Лос Анджелис!

### Законът на Бош
Хари Бош се впуска в нова кариера като частен детектив. Проклетият му характер и пословичен инат не му позволяват да забрави един случай отпреди четири години, когато шефовете му от лосанджелиската полиция го отстраняват от следствието. Но Бош не забравя. Сега той подновява разследването на своя глава, тормозен от мистерията около нашумял обир, свързан с убийството на красива полицайка. Но сега Бош е без полицейска значка. И без приятели. Заплахите се сипят и от свои, и от чужди. Никой не може да гарантира живота на Бош!

### Завръщането на поета
Най-безпощадният и находчив убиец в историята на Лос Анджелис е отново на сцената! Поета се завръща, всявайки ужас сред ченгета и жертви. С променена външност, но с още по-кошмарна изобретателност той организира перфектни убийства, които напълно объркват лосанджелиската полиция и ФБР. Хари Бош, вече в ролята на частен детектив, поема случай, чиито нишки се преплитат с дирите на Поета. Въпреки враждебното отношение на бившите си колеги, с упоритостта на ветеран, Хари Бош препуска от враждебната пустиня на Невада и лъскавия Лас Вегас до най-тъмните кътчета на Лос Анджелис.

### Хорът на забравените гласове
Детектив Хари Бош се завръща в Лосанджелиското полицейско управление с единствената цел да финализира неприключени следствия. Убийството на едно момиче през 1988 година е неговият пръв случай. ДНК съответствие води до възобновяване на следствието и се оказва, че престъплението изобщо не е забравено. Последиците от тази смърт са разрушили живота поне на още двама души и където и да потърси, Бош открива жива скръб, огнен гняв и бездънен кладенец от предателства и злонамереност. С всяко ново събитие Хари Бош се сблъсква с все по-силна съпротива от страна на полицията. На сцената отново се появяват някогашните му врагове. По пътя си към истината Бош постоянно се пита дали това следствие няма да му бъде последно. Ровенето в миналото може да лекува стари рани – а може да предизвиква и нови, още по-парещи.

### Ехо Парк
Мари Жесто изчезва през 1993 година. Разследването е възложено на детектив Хари Бош. Но от младата жена няма никаква следа и Бош не може да приключи следствието. Минава време, Бош вече работи в отдела за неразкрити престъпления. От прокуратурата звънят. Обвиняем за две жестоки убийства е готов да направи пълни самопризнания и за други престъпления срещу гаранции, че няма да бъде осъден на смърт. Едно от тях е убийството на Мари Жесто. Бош трябва да провери верността на тези самопризнания. Престъпникът може би се опитва да избегне екзекуцията, като поема вината за други убийства. За целта Бош трябва да влезе в контакт с човек, когото издирва и ненавижда от цели тринадесет години.

### Мъртво вълнение
Хари Бош отново създава неприятности... На „Мълхоланд Драйв“ е открит труп. Убитият е д-р Стенли Кент, застрелян с два куршума в тила. Прилича на мафиотска екзекуция. Фактите около делото водят към особено опасна конспирация с цел гибелта на хиляди. ФБР се намесва активно. Бош поема случая заедно с още съвсем зелен партньор и скоро влиза в конфликт и с него, и с високомерните агенти от ФБР.

### Сребърен куршум
Хоризонтът най-сетне просветва за адвокат Мики Холър. След две години на лутане той се завръща в съдебната зала. Когато прочутият му бивш колега Джери Винсънт е убит, Холър наследява най-голямото дело в живота си – защитата на виден холивудски продуцент, обвинен в убийството на жена си и нейния любовник. Но докато Холър се подготвя за делото, което ще го изстреля във върховете, научава, че убиецът на Винсънт може би преследва и него. Хари Бош, от своя страна, е решен да открие убиеца на Винсънт и няма нищо против да използва Холър като примамка. Но с нарастването на опасността и вдигането на залога, двамата единаци разбират, че нямат друг избор, освен да обединят усилията си.

### Деветте Дракона
„Форчън Ликърс“ е малък магазин в бандитски квартал в Лос Анджелис, магазин, който детектив Бош знае от дълги години. Убийството на Джон Ли, собственика на магазина, нанася тежък удар на Хари и той обещава на семейството му да разкрие убиеца. В хода на разследването Бош се сблъсква с хонконгска триада, смъртоносна и широкообхватна престъпна мрежа. Малко преди да приключи случая, той научава, че дъщеря му, която живее в Хонконг, е изчезнала. Възможно ли е изчезването ѝ да е свързано с триадата? В надпревара с времето Хари Бош се озовава светкавично в Хонконг. А залогът е много висок и личен...

### Отменена присъда
Опитният адвокат Мики Холър никога не е предполагал, че може да работи за прокуратурата. Това все пак се случва, когато въз основа на ДНК експертиза отменят присъдата на детеубиеца Джейсън Джесъп, прекарал в затвора двайсет и четири години. Холър е сигурен, че Джесъп е виновен и приема да води обвинението по новото дело, при условие че сам избере своя следовател – детектива Хари Бош. Но това дело има сериозен политически аспект и Холър трябва да се изправи срещу прочут адвокат. Бош успява да издири изчезнала свидетелка, чиито показания са били решаващи за първата присъда, но вече не са актуални. Освободеният под гаранция Джесъп е любимец на пресата, но поведението му нощем кара Холър и Бош да се опасяват от най-страшното – че убиецът може да нанесе нов удар.

### Падане
Детектив Хари Бош разследва невъзможно убийство в забързания нов трилър от най-добрия съвременен криминален автор. Кариерата на Хари Бош е напът да приключи. По програмата за отложено пенсиониране му остават още три години, докато напусне управлението. Виждайки приближаващия край, Бош настървено се впуска в нови случаи – и една сутрин получава цели два едновременно.

### Черната кутия
В случай, който обхваща 20 години, Хари Бош свързва куршум от скорошно престъпление към файл от 1992 г., за убийството на млада фотожурналистка по време на бунтовете в Лос Анджелис.

### Смъртта е моят занаят
Джак Макавой е криминален репортер в Роки Маунтън Нюз. Романът започва със самоубийството на брата-близнак на Джак, детектив по разследване на убийствата в денвърското полицейско управление. Или поне така изглежда на пръв поглед. И когато Джак започва да разследва самоубийствата сред полицаите, открива една много тревожна схема. Оформя се подозрението, че това е работа на сериен убиец, един дяволски изтребител на ченгета, разхвърлил следите си от единия до другия океан посредством „предсмъртните бележки“ – цитати от поемите на Едгар Алан По. Това разследване на репортера е напът да се превърне в неговия най-голям успех, но има една малка подробност: Убиецът с псевдоним „Поета“ изглежда вече знае, че Джак е по петите му...

### Кръв
Години наред, като служител на ФБР, Тери Маккейлъб е разследвал кървавите престъпления на серийни убийци. Но сега Тери е вън от играта. Прекалено силният стрес е изхабил сърцето му. Прогнозата е ужасна. Тери очаква ново сърце от донор. Осем седмици по-късно той неочаквано разбира, че е жив заради брутално престъпление. В гърдите му бие сърцето на жертва. Но полицията е безпомощна и Тери решава да помогне на разследването. Той скоро напипва следите на един от най-интелигентните и зловещи убийци, чиито престъпления представляват неразгадаем кошмар дори за ФБР.

### Блудна луна
Тя е на трийсет и три и само преди месец е излязла от затвора след петгодишна присъда за непредумишлено убийство. Ала сега Каси Блак, жената, извършила някои от най-блестящите обири в ласвегаските казина, има една-единствена цел – и в центъра ѝ стои пет и половина годишно момиченце. За да я постигне, трябва да нанесе последния си удар във Вегас. И става пионка в ръцете на безмилостни играчи в свят на убийства и безогледна алчност. Пионка, която обаче не се спира пред нищо по пътя към мечтата си…

### Рисковете на професията
Интригуващ трилър за обикновен сгрешен номер, който отваря линия на ужаси! Хенри Пиърс започва нов живот – нов апартамент и нов телефонен номер. Но когато проверява съобщенията си, той установява, че този номер е принадлежал на някого. Съобщенията са за жена на име Лили. И тя има сериозни неприятности. Пиърс е привлечен неудържимо към света на Лили – свят, какъвто не е виждал. Свят на услуги на компаньонки, уебсайтове, секс и тайни самоличности. Хенри изоставя подредения си живот в лудешка надпревара да спаси непознатата жена. Уменията му на компютърен специалист му позволяват да проследи последните дни на Лили. Но всяка негова стъпка в миналото ѝ го отвежда все по-навътре в сложна мрежа от неизбежни събития – и до взимането на решение, което може да му струва всичко.

### Адвокатът с Линкълна
Холър е „мобилен“ адвокат, чийто кабинет е задната седалка на един „Линкълн“. Той пътува между отдалечените съдилища на Лос Анджелис, за да защитава всевъзможни клиенти. Рокери, мошеници, пияни шофьори, наркопласьори – всички са в клиентския списък на Мики Холър. За него правото рядко е свързано с понятия като виновност и невинност – то се свежда до пазарлъци и манипулации. Понякога обаче право означава и „правосъдие“... Плейбой от Бевърли Хилс е арестуван за упражнено насилие върху жена, която е забърсал в един бар. Той избира Холър да го защитава и Мики се сдобива с първия си богат клиент от години насам. За това мечтае всеки адвокат. Уликите се трупат и Холър решава, че това трябва да е най-лесното дело в цялата му кариера. После убиват негов близък и Холър открива, че търсенето на невинността го е изправило лице в лице със зло, чисто като пламък. За да избяга, без да изгори, той трябва да приложи всички тактики, маневри и инстинкти от арсенала си – този път, за да спаси собствения си живот.

### Плашило
Принуден да напусне „Лос Анджелис Таймс“ поради последните бюджетни съкращения, журналистът Джак Макавой решава да си тръгне с гръм и трясък и използва последните си дни във вестника, за да напише най-големия криминален репортаж в кариерата си. Насочва се към Алонзо Уинслоу, шестнайсетгодишен наркодилър, който е в затвора, защото е признал извършването на жестоко убийство. Но когато навлиза в случая, Джак разбира, че така нареченото самопризнание на Уинслоу е измислено. Че момчето може всъщност да е невинно. И Джак започва най-голямото си журналистическо разследване след случая с Поета, на когото дължи репутацията си. Преследва убиец, който действа под радара на полицията – и който знае за всеки насочен срещу него ход. Включително за Джак.

### Петата поправка
„Адвокатът с Линкълна“ се завръща... Мики Холър преживява тежки времена. Услугите на адвокати по наказателно право в Лос Анджелис се търсят все по-малко, а платежоспособни клиенти се срещат още по-рядко. Но тъкмо когато си мисли, че наказателното право е останало в миналото, една от новите му клиентки е арестувана за убийството на банкера, когото тя обвинява в опит да отнеме дома ѝ. Мики повежда борба за оправдаването на Лиза Трамъл въпреки планината от улики срещу нея и въпреки безпощадната прокурорка. Самият той има подозрения, че клиентката му е виновна. Скоро Холър установява, че убитият банкер е замесен в мръсни сделки и се натъква на заговор, в който са заложени милиони долари. Когато двама професионални биячи пращат Мики в болницата, той разбира, че е на вярна следа.

### Боговете на вината
Адвокатът Мики Холър получава есемес: „Обади ми се веднага – 187“. Номерът на члена за убийство от Калифорнийския наказателен кодекс веднага привлича вниманието му. Залозите при такива дела са най-големи, но от тях адвокатите получават най-тлъсти хонорари, а това означава, че Холър трябва да покаже максимума на способностите си. Когато научава, че жертвата е негова бивша клиентка, проститутка, която мисли, че е вкарал в правия път, Мики решава да поеме случая. Скоро открива, че тя се е върнала в Лос Анджелис и пак се е захванала с най-древната професия. Оказва се, че Мики изобщо не я е спасил, а я е поставил в смъртна опасност. Обсебен от призраците на миналото, Мики хвърля всички сили по делото, което може да го отведе към спасението или да го хвърли в бездните на вината.